# Neoseiulus californicus
Neoseiulus californicus és un àcar fitosèid cosmopolita, que ha sigut introduït arreu del món amb finalitats de control biològic. Es comercialitza i allibera en diversos cultius per al control de plagues d'àcars, especialitzat en l'aranya roja comuna i l'aranya roja dels fruiters, perquè és un depredador d'àcars fitòfags tetraníquids.

## Història
N. californicus és un àcar depredador originari de Califòrnia i Florida, àmpliament utilitzat en programes de control biològic contra l'aranya roja (Tetranychus urticae) a escala global. A més a més, és àmpliament utilitzat a la regió mediterrània, particularment Itàlia i Espanya on es va documentar que es va naturalitzar a la dècada dels 90. Durant aquesta dècada també es va importat al Regne Unit com a agent de control biològic i es va alliberat en hivernacles, en una sèrie d'assajos de "alliberament limitat". No obstant això, a causa de les fuites inevitables d'aquests ambients, ara s'informa que s'ha establert en el medi natural de diverses àrees del sud de Gran Bretanya, i la seua distribució podria expandir-se potencialment.

## Descripció
Els ous d'aquest fitosèid tenen forma esfèrica, mesuren aproximadament 0,04 mm de llarg i són de color blanquinós pàl·lid. Les larves tenen sis potes i són de color translúcid. Tots dos estadis nimfals, la protonimfa i la deutonimfa, s'assemblen als adults excepte perquè són més menudes i immadures. Les femelles adultes mesuren aproximadament 0,1 mm de llargària i tenen forma ovalada. Els mascles són lleugerament més xicotets que les femelles. Tant els mascles com les femelles són translúcids i poden ser de color taronja pàl·lid, bresquilla o rosa. Les setes dorsocentrals no són curtes en relació amb les setes dorsolaterals, a més, l'espermateca no té una peduncle entre el calze i l'atri, sent l'atri indiferenciat o nodular i unit directament al calze.

## Distribució
Les poblacions naturals de N. californicus es troben a l'Argentina, Califòrnia, Xile, Florida, el Japó, Sud-àfrica, Texas, parts del sud d'Europa i al llarg de la riba de la Mar Mediterrània. Aquest àcar s'ha trobat en molts cultius, inclosos alvocat, cítrics i altres arbres fruiters. També es troben en iuca, panís, cànem, vinya, fraules i diversos cultius d'hortalisses i plantes ornamentals. Prefereixen temperatures càlides entre 10 i 33° C, però poden tolerar temperatures molt més fredes durant curts períodes. Per exemple, poden sobreviure els hiverns en el nord de Florida, on les temperatures poden caure per davall del punt de congelació durant la nit. Poden tolerar un ampli rang d'humitat (40-80% d'humitat relativa), encara que poden suportar les relativament baixes, prefereixen la humitat en l'extrem superior d'aquest rang.

## Hàbitat i ecologia
Es tracta d'un àcar que presenta un estil de vida intermedi, alimentant-se tant d'aliments d'origen vegetal com animal, però no de saba cel·lular vegetal. Dins del seu hàbit depredador s'especialitza en tetraníquids, que es troba naturalment en plantes no cultivades o cultius com ara les pomeres. No obstant això, té característiques tant d'àcars depredadors especialistes com de generalistes. Es desenvolupa més ràpid quan consumeix l'aranya roja que quan consumeix altres preses. No obstant això, també es desenvoluparà i reproduirà amb èxit quan es nodrisca d'altres espècies d'àcars, com aranya roja dels fruiters (Panonychus ulmi), l'aranya del ciclamen (Phytonemus pallidus), l'àcar roig dels cítrics (Panonynchus citri), aranya blanca dels hivernacles (Polyphagotarsonemus latus) i diverses espècies de Tetranychus (i potser àcars eriòfids). Molts d'aquests àcars poden arribar a ser plagues de cultius. També pot sobreviure i reproduir-se consumint trips i altres insectes xicotets, però la reproducció és molt baixa. Fins i tot pot sobreviure durant un curt període consumint només pol·len quan no hi ha disponibilitat de preses. Lluny del clima mediterrani pot depredar a l'àcar del bronzejat (Aculus schlechtendali), Oligonychus pratensis, l'àcar de l'alvocat (Oligonychus perseae) i l'àcar roig del cafè (Oligonychus ilicis).

## Cicle biològic
Les femelles poden pondre fins a quatre ous al dia. Tanmateix, dos ous per dia és la mitjana. Els ous tarden de 1,5 a 4 dies a fer eclosió depenent de la temperatura. Els ous es converteixen en larves de sis potes, que poden progressar a l'etapa protonimfa sense alimentar-se. L'etapa larvària pot durar entre 0,5 a 1 dia. Després de passar per dues etapes nimfals: protonimfa i deutonimfa. Totes dues etapes són depredadors actius. Cada etapa nimfal pot durar entre 1 a 3 dies. El temps total de desenvolupament pot ser tan curt com 4 dies o tan llarg com 12, depenent de la temperatura. Aquest fitosèid es desenvolupa més ràpidament a temperatures altes. Els adults viuen aproximadament 20 dies.

## Mesures agronòmiques
N. californicus és ben conegut com a agent de control biològic que es ven en molts països del món per al maneig de l'aranya roja en hivernacles però també en cultius a l'aire lliure com els cultius fruiters a Europa.
En ser una espècie autòctona de les nostres terres, algunes empreses la crien per a poder reforçar la població local. Així, la dosi recomanada és 30-125 ind./m² en cas de focus ben marcats d'aranya roja. Cal introduir-los dins el focus i al seu voltant. La dosi pot variar depenent del cultiu i el nivell poblacional de la plaga. Abans d'obrir el pot dins del cultiu, col·locar-lo en posició horitzontal i girar el seu contingut, perquè aquest es mescle homogèniament. Escampar-lo directament en xicotetes piles sobre les fulles de la planta afectada. Si el format és en sobres, separar-los i penjar-los de les tiges de les plantes segons la dosi indicada.
Cal considerar que aquest fitosèid depredador és més tolerant a altes temperatures i baixa humitat que Phytoseiulus persimilis. Per aquesta raó, en certs climes serà una opció més interessant per a exercir un control biològic inoculatiu. En un estudi de camp que només el 28,4% dels exemplars d'Euseius stipulatus s'alimentaven amb T. urticae, tanmateix, N. californicus i Phytoseiulus persimilis són menys abundants però molt més eficaços a l'hora de depredar el fitòfag. Encara que sovint desapareixen del sistema quan hi ha disponibilitat contínua de pol·len al conreu. A més, la varietat del peu, sobre el qual es fa l'empelt de la varietat productiva, pot modular el grau de depredació per part dels depredadors fitosèids degut als volàtils alliberats.
S'ha comprovat que el pol·len de diverses plantes poden nodrir adequadament a aquest àcar polífag, per tant és una bona opció plantar-les allà on calga una font d'aliment alternativa per tal que el depredador romanga fins a la següent temporada, com ara: ricí, planta del te, Podocarpus macrophyllus, panís, ametller, palmera datilera, taronger agre, gira-sol, cedre, perera, destacant el d'albercoquer i pistatxer.